# Metawithius murrayi
Espèce
Synonymes
- Chelifer murrayi Pocock, 1900

Metawithius murrayi est une espèce de pseudoscorpions de la famille des Withiidae.

## Distribution
Cette espèce se rencontre sur l'île Christmas, en Indonésie, aux  îles Nicobar et en Birmanie,.

## Description
L'holotype mesure 3 mm.
Le mâle décrit par Harvey en 2015 mesure 2,65 mm et la femelle 3,07 mm.

## Publication originale
- Pocock, 1900 : Chilopoda, Diplopoda and Arachnida. A monograph of Christmas Island (Indian Ocean), London, p. 153-162 (texte intégral).